# Peadar Doyle
Peadar Seán Doyle, né à Inchicore à une date inconnue et mort le 4 août 1956, est une personnalité politique irlandaise. Ingénieur de profession, il travaille pour la Great Southern and Western Railway avant de rejoindre la Dollards Printing Company comme imprimeur.

## Biographie
Son fils Seán est tué à l'âge de 19 ans par les Black and Tans à Kilmashogue dans les montagnes de Dublin le dimanche 19 septembre 1920 lors de la guerre d'indépendance irlandaise.
Doyle est élu pour la première fois au Dáil Éireann en tant que Teachta Dála (député) du Cumann na nGaedheal pour la circonscription de Dublin South aux élections générales de 1923. Il est réélu à chaque élection générale suivante jusqu'à sa mort en 1956.
À partir de 1937, il est réélu en tant pour le Fine Gael et à partir de 1948 il est élu pour la circonscription de Dublin South-West. Il est maire de Dublin de 1941 à 1943 et de 1945 à 1946. Il est le premier maire du Fine Gael.